# Gáň
Gáň (in ungherese Gány) è un comune della Slovacchia facente parte del distretto di Galanta, nella regione di Trnava.